# Souleymane Koly
Souleymane Koly Kourouma, né le 18 août 1944 et mort le 1er août 2014 , est un producteur, réalisateur, metteur en scène, dramaturge, chorégraphe, musicien et pédagogue guinéen,,,.